# Alojzy Frach
Alojzy Frach, niem. Alois Frach (ur. 24 maja 1927 w Brynicy, zm. ? w Niemczech) – polski i zachodnioniemiecki żużlowiec.

## Życiorys
Przez dwa sezony startował w lidze polskiej, zdobywając dwa medale drużynowych mistrzostw Polski: srebrny (1954, w barwach Spójni Wrocław) oraz brązowy (1955, w barwach Sparty Wrocław). W 1954 r. wystąpił w 5 finałowych turniejach indywidualnych mistrzostw Polski, zajmując w końcowej klasyfikacji XI miejsce. Dwukrotnie startował w Criterium Asów w Bydgoszczy (1954 – IX miejsce, 1955 – X miejsce).
Po wyjeździe do Republiki Federalnej Niemiec reprezentował ten kraj w eliminacjach indywidualnych mistrzostw świata (1959, 1961, 1964) oraz eliminacjach drużynowych mistrzostw świata (1964). 